# Каиафа
Каиа́фа (Йосе́ф Бар-Кайя́фа, ивр. יוֹסֵף בַּר קַיָּפָא‎, греч. Καϊάφας, вероятно с арамейского смирение, по другим данным, исследователь) — первосвященник Иудеи с 18 по 37 год. О нём упоминает Иосиф Флавий, называя его Иосиф, прозванный Каиафой (Иудейские древности, книга XVIII, 2.2).

## Биография

### Евангельское описание
Каиафа многократно упоминается в трех Евангелиях (Мф. 26:3, Мф. 26:57, Лк. 3:2, Ин. 11:49-52, Ин. 18:13-28), а также в Деяниях апостолов (Деян. 4:6). Сначала это происходит в истории Иоанна Крестителя:

В пятнадцатый же год правления Тиверия кесаря, когда Понтий Пилат начальствовал в Иудее, Ирод был четвертовластником в Галилее, Филипп, брат его, четвертовластником в Итурее и Трахонитской области, а Лисаний четвертовластником в Авилинее, при первосвященниках Анне и Каиафе, был глагол Божий к Иоанну, сыну Захарии, в пустыне.
— Лк. 3:1-2
Затем он появляется в истории Страстей Господних; в доме Каиафы окончательно решается судьба Иисуса Христа:

А некоторые из них пошли к фарисеям и сказали им, что сделал Иисус. Тогда первосвященники и фарисеи собрали совет и говорили: что нам делать? Этот Человек много чудес творит. Если оставим Его так, то все уверуют в Него, и придут римляне и овладеют и местом нашим и народом. Один же из них, некто Каиафа, будучи на тот год первосвященником, сказал им: вы ничего не знаете, и не подумаете, что лучше нам, чтобы один человек умер за людей, нежели чтобы весь народ погиб. Сие же он сказал не от себя, но, будучи на тот год первосвященником, предсказал, что Иисус умрёт за народ, и не только за народ, но чтобы и рассеянных чад Божиих собрать воедино. С этого дня положили убить Его.
— Ин. 11:46-53

### Исторические свидетельства
Каиафа был первосвященником Храма в течение 18 лет. Его назначил на этот пост Валерий Грат, предшественник Пилата, а отстранил от власти будущий император Авл Вителлий. Каиафа был саддукеем, зятем первосвященника Анны (Ханнана), и послушным орудием в руках своего тестя. Даже уйдя с поста, Анна продолжал цепко держать в руках власть и по сути дела единолично распоряжался храмовыми должностями и казной. По мнению некоторых историков, именно Анна через своего зятя принял решение о казни Иисуса как одного из тех мятежных проповедников, которыми Иудея была наводнена в то время — хулителей авторитета римского императора, предсказывавших скорый приход Мессии и обновление мира.

## Оссуарий Иосифа, сына Каиафы
В ноябре 1990 года во время строительства водного парка в Иерусалиме — в районе, называемом «Лес мира», — землекопы неожиданно проломили свод искусственной пещеры, на поверку оказавшейся погребальной камерой, запечатанной приблизительно со времени первой Иудейской войны (70 год). Камера была разделена перегородками на четыре части, где находились 6 целых и 6 расколотых (вероятно, грабителями) оссуариев. На узкой стороне одного из них прочли надпись «'husf br kfa», то есть на современном языке «Yehosef bar Qafa» — «Иосиф, сын Каиафы». Возможно, что в этом оссуарии хранились останки сына евангельского Каиафы, который носил одинаковое с отцом имя.
В оссуарии археологи нашли кости шести человек: двух младенцев, одного ребёнка возрастом от 2 до 5 лет, подростка около 13 лет, взрослой женщины и мужчины примерно 60 лет. Вероятно, последний скелет и принадлежит первосвященнику. После окончания исследований останки были переданы израильскому министерству по делам религий и захоронены на Масличной горе. Во рту умершего обнаружена монетка, что характерно для греческого, а не иудейского обычая.